# Clara Viebig

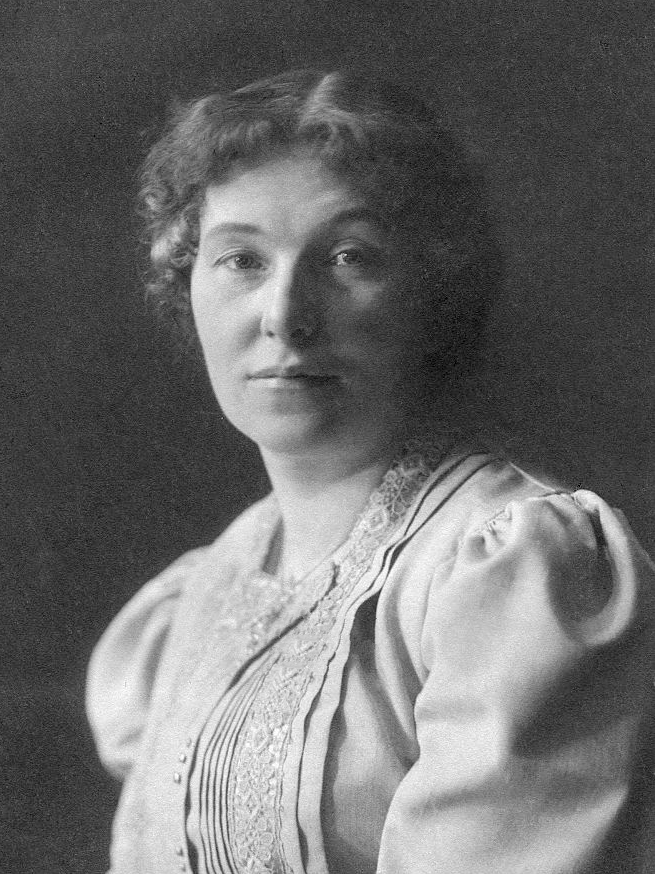
Viebig en 1906.

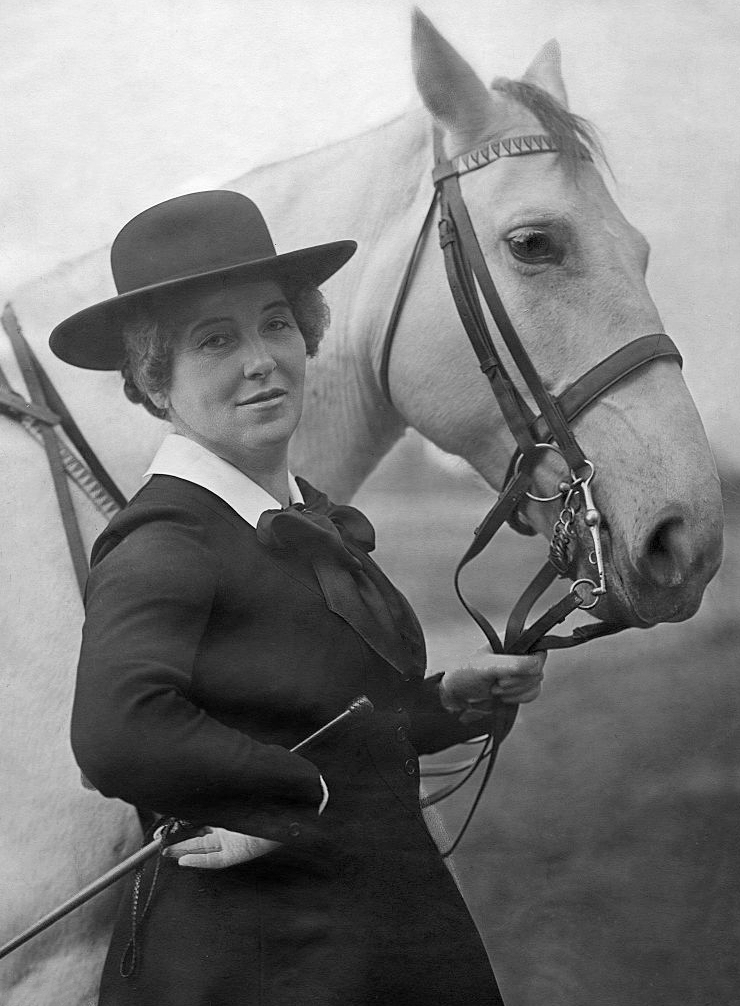
Viebig en 1912.

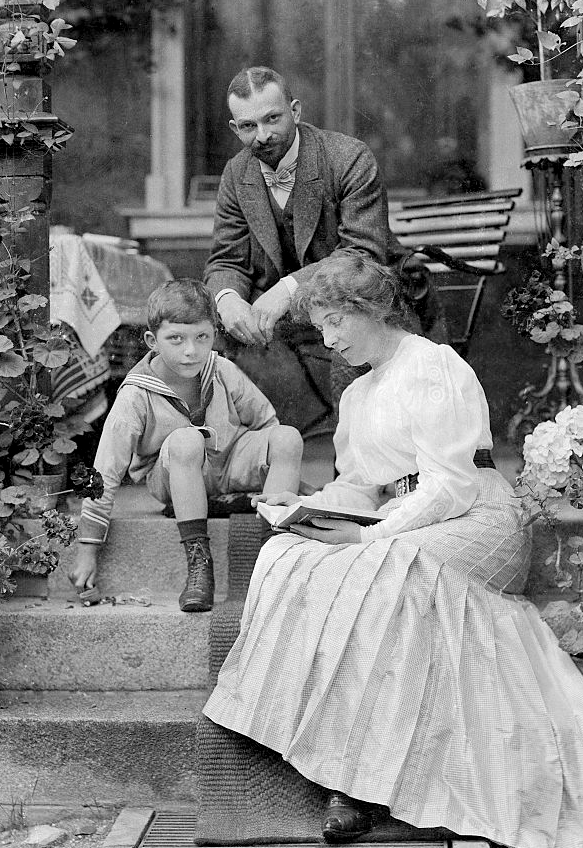
Viebig con su marido Friedrich Theodor Cohn y su hijo Ernst en 1906.

Clara Emma Amalia Viebig (Tréveris, 17 de julio de 1860 - Berlín, 31 de julio de 1952) fue una escritora alemana. Perseguida por los nazis, vivió exiliada en Brasil entre los años 1937 y 1942. Su obra abarca sobre todo los problemas de las mujeres rurales en tanto que dependen de la naturaleza y de la sociedad. Destacan las colecciones de novelas Kinder der Eifel (Niños del Eifel, 1897) y Das Weiberdorf  (El pueblo de las mujeres, 1900).

## Biografía
Viebig nació en la ciudad alemana de Tréveris y era hija de un funcionario prusiano. A los ocho años de edad su padre tuvo que cambiar de localidad por motivos de trabajo, de manera que toda la familia se trasladó a Düsseldorf, donde Clara asistió a la escuela. Ella volvía con frecuencia al Moselle en Tréveris y su entorno, donde a menudo paseaba. Cuando su padre murió, fue enviada para vivir con unos parientes en Posen. A los veinte años, Clara se trasladó a Berlín con su madre. Se fue para estudiar música, pero en vez de hacerlo, ante el estímulo de la gran ciudad, además de los paisajes, se empezó a interesar por la literatura.
Se casó con el editor judío Fritz Theodor Cohn (un socio en la empresa de Fontane and Company, más tarde llamada Egon Fleischel and Company) en 1896. El año siguiente, Clara comenzó una carrera exitosa como escritora. Después de su matrimonio, vivió casi siempre en Berlín y sus suburbios (Schöneberg, Zehlendorf).

## Obras

### Novelas
- Dilettanten des Lebens, 1897
- Rheinlandstöchter, 1897
- Vor Tau und Tag, 1898
- Dilettanten des Lebens, 1899
- Es lebe die Kunst, 1899
- Das Weiberdorf, 1899[5]
- Das tägliche Brod,  1900
  - English edition: Our Daily Bread, 1909[6]
- Die Wacht am Rhein, 1902
- Vom Müller Hannes, 1903
- Das schlafende Heer, 1904
  - English edition: The Sleeping Army, 1929
- Einer Mutter Sohn, 1906
  - English edition: The Son of his Mother, 1913[7]
- Absolvo te!,   1907
  - English edition: Absolution, 1908[8]
- Das Kreuz im Venn, 1908
- Die vor den Toren,  1910
- Das Eisen im Feuer, 1913
- Eine Handvoll Erde, 1915
- Töchter der Hekuba, 1917
  - English edition: Daughters of Hecuba, 1922
- Das rote Meer,  1920
- Unter dem Freiheitsbaum, 1922
- Menschen und Straßen, 1923
- Die Passion, 1925
- Die goldenen Berge, 1928
  - English edition: The Golden Hills, 1928
- Charlotte von Weiß,  1929
- Die mit den tausend Kindern, 1929
  - English edition: The woman with a thousand children, 1930
- Prinzen, Prälaten und Sansculotten, 1931
- Menschen unter Zwang, 1932
- Insel der Hoffnung, 1933
- Der Vielgeliebte und die Vielgehaßte, 1935

### Relatos cortos
- Kinder der Eifel, 1897[9]
- Vor Tau und Tag, 1898
- Die Rosenkranzjungfer, 1900
- Die heilige Einfalt, 1910
- Heimat, 1914
- West und Ost, 1920
- Franzosenzeit, 1925

### Guiones
- Barbara Holzer, 1896
- Die Pharisäer, 1899
- Kampf um den Mann, 1903
- Das letzte Glück, 1909
- Pittchen, 1909